# Hyeonjong (Goryeo)
Hyeonjong (né le 1er août 992 et mort le 17 juin 1031) est le huitième roi de la Corée de la dynastie Goryeo. Il a régné du 2 mars 1009 à sa mort.